# Messa in serie
La messa in serie  è una fase del montaggio in cui si definiscono i legami fra le scene.
La messa in serie non analizza singole immagini come la messa in scena e la messa in quadro, ma una successione di immagini, in quanto intreccia le relazioni che ogni immagine ha con quella precedente e con quella successiva secondo le previsioni del copione.
Le relazioni che nascono dall'unione di diverse immagini vengono definite in vari modi. Infatti le relazioni che appartengono al mondo dei film classici hollywoodiani, in cui ogni immagine si intreccia con la successiva, sono: l'associazione per prossimità, nel caso in cui il legame è dato dalla rappresentazione di diversi elementi che fanno parte però della stessa situazione, l'associazione per identità, nel caso in cui il legame tra due immagini è dato dalla stessa immagine che ritorna o da un elemento che si ripete e l'associazione per transitività quando il legame è dato dalla rappresentazione di due momenti di una medesima azione.
Ne La finestra sul cortile e ne La donna che visse due volte s'intrecciano invece l'associazione per analogia e quella per contrasto, che mostrano un mondo diversificato ed articolato in cui gli elementi prima si oppongono e poi si congiungono e in cui il legame è dato dalla rappresentazione di elementi che sono simili, ma non uguali, e di elementi contrastanti ma confrontabili.
Infine l'associazione facilmente identificabile nel cinema moderno, in cui domina un mondo frammentario e caotico, è quella neutralizzata o accostamento in cui il legame tra due immagini è dato unicamente dalla sequenza temporale.